# Guido Messina (Schauspieler)
Guido Messina (* 14. November 1995 in Buenos Aires) ist ein argentinischer Schauspieler und Sänger. Internationale Bekanntheit erlangte er besonders durch die Rolle des Alex Gutiérrez in der Disney Channel-Telenovela BIA.

## Leben
Messina wurde am 14. November 1995 in der argentinischen Hauptstadt Buenos Aires geboren, wuchs aber aufgrund der Arbeit seiner Eltern in der Stadt Las Vertientes (Provinz Córdoba) auf. Er lebte in Río Cuarto und zog später in die Bundeshauptstadt, um sein Studium fortzusetzen.
2017 gab er sein Fernsehdebüt, als er in einer Folge Las Estrellas, einer auf Canal 13 ausgestrahlten Telenovela, zu sehen war. Zudem war er in einem Werbespot und in einem Videoclip des uruguayischen Reggaeton-Sängers Agus Padilla zu sehen. Im Jahr 2019 wurde er Teil des Casts der Telenovela BIA, die für den Disney Channel produziert wurde. Dabei übernahm er die Rolle von Alex Gutiérrez, einem der Hauptcharaktere. Die Serie wurde zwischen 2019 und 2020 ausgestrahlt. 2021 folgte das Fernsehspecial Bia: Un mundo al revés, in dem er wieder Alex Gutiérrez verkörperte. Das Special wurde am 19. Februar 2021 exklusiv auf der Streaming-Plattform Disney+ veröffentlicht.
2020 veröffentlichte er die erste Single seiner Solokarriere mit dem Titel „Estamos acá“, 2021 veröffentlichte er in Zusammenarbeit mit Axel Mark die zweite Single mit dem Titel „Con vos“. Im gleichen Jahr wurde der Dreh der Serie Sommer im Cielo Grande für Netflix bestätigt, in der er neben Schauspielern wie u. a. Pilar Pascual, Luan Brum und Giulia Guerrini als Julián in der Hauptbesetzung mitwirkt. Die 1. Staffel der Serie wurde am 16. Februar 2022 weltweit veröffentlicht.

### Privates
Privat führt Messina eine Beziehung mit Giulia Guerrini. Beide lernten sich bei den Dreharbeiten zu Bia kennen.

## Filmografie
- 2017: Las Estrellas (Fernsehserie, 1 Episode)
- 2019–2020: BIA (Fernsehserie, 120 Episoden)
- 2021: Bia: Un mundo al revés (Fernsehspecial)
- 2022: Sommer im Cielo Grande (Fernsehserie, 11 Episoden)

## Auszeichnungen
| Jahr | Auszeichnung               | Kategorie             | Für | Resultat  |
| ---- | -------------------------- | --------------------- | --- | --------- |
| 2021 | Kids’ Choice Awards México | Lieblingsschauspieler | BIA | Nominiert |